# Афонсу-Клаудиу
Афонсу-Клаудиу (порт. Afonso Cláudio)  —  муниципалитет в Бразилии, входит в штат Эспириту-Санту. Составная часть мезорегиона Центр штата Эспириту-Санту. Входит в экономико-статистический  микрорегион Афонсу-Клаудиу. Население составляет 34 454 человека на 2005 год. Занимает площадь 954,656 км². Плотность населения — 36,09 чел./км².

## История
Город основан 20 января 1891 года.

## Статистика
- Валовой внутренний продукт на 2005 составляет 156.761.000,00 реалов (данные: Бразильский институт географии и статистики).
- Валовой внутренний продукт на душу населения на 2003 составляет 2.715,70 реалов (данные: Бразильский институт географии и статистики).
- Индекс развития человеческого потенциала на 2000 составляет 0,717 (данные: Программа развития ООН).

## География
Климат местности: горный тропический. В соответствии с классификацией Кёппена, климат относится к категории Cwa.